# Les Jeux de Bri-Bri
Vous êtes invité à donner votre avis sur cette page de discussion, de manière argumentée en vous aidant notamment des critères d’admissibilité ou en présentant des sources extérieures et sérieuses.  
Après avoir apposé le modèle {{Admissibilité}} sur une page, suivez les étapes expliquées sur Wikipédia:Débat d'admissibilité/Aide :
| 1. | Créez la page de débat d'admissibilité.                                                                      | Sauvegardez d’abord la page pour l’initialiser puis indiquez votre motivation.             |
| 2. | Important : ajoutez une entrée dans la section Débat d'admissibilité du jour.                                | Utilisez ce texte : *{{L\|Les Jeux de Bri-Bri}}                                            |
| 3. | Pensez à informer les contributeurs principaux de la page et les projets associés lorsque cela est possible. | Utilisez ce texte : {{subst:Avertissement débat d'admissibilité\|Les Jeux de Bri-Bri}}~~~~ |

Les Jeux de Bri-Bri sont des jeux éducatifs créés par des orthophonistes.

## Fiche technique
- Titre : Les Jeux de Bri-Bri
- Slogan | Des mots plein la bouche
- Fondatrices | Brigitte Chaput, orthophonistes et Céline de Brito, orthophonistes
- Présidente | Marie Plourde
- Création | 2006 Montréal,  Québec  Canada
- Genre | Jeux éducatifs
- Langue | Français / Anglais
- Nombres de produits  9
- Site internet | www.bribri.ca

Les Jeux de Bri-Bri ou simplement BriBri est une société canadienne (québécoise) spécialisée dans la création de jeux éducatifs. La première entreprise québécoise à développer des produits spécialisés au niveau langagier pour les enfants francophones présentant ou non un problème de communication.

## Produits

### Jeux
1. Qui donne sa langue au chat?[2]
2. Colima-sons[3]
3. Triogolo Fou du dé[4]
4. Triogolo Fou des défis[5]

### Livre histoire d'orthographe
1. LE TOURNOI DE HOCKEY
2. QUELLE CATASTROPHE!
3. PIZZA, PIZZA!
4. LE PLAN DE MONSIEUR CORBEAU
5. JEUNE À TOUT PRIX